# Inyokern
Inyokern (anteriormente, Siding 16 y Magnolia) es un lugar designado por el censo (CDP) en el condado de Kern, California, Estados Unidos. Inyokern está localizado a 8 millas (13 km) al oeste de Ridgecrest, a una elevación de 2434 pies (742 m). Inyokern se encuentra localizado en el Valle Indian Wells. En el censo de 2000 la población era de 984. Anteriormente era considerado un pueblo ferroviario a lo largo del Ferrocarril Southern Pacific del Ramal Lone Pine (ahora removido). La ciudad es abastecida por el Aeropuerto de Inyokern.

## Demografía
- Blancos no hispanos (83.8%)
- Amerindios (7.8%)
- Hispanos (6.5%)
- Dos o más razas (3.8%)
- Otra raza(1.0%)
- Japoneses (0.6%)
- Chinos(0.5%)
- Otros asiáticos (0.5%)[2]

(El total puede ser más de 100% porque los hispanos pueden ser contados en otras razas.)

## Geografía
Inyokern está localizado en las coordenadas 35°38′49″N 117°48′45″O / 35.64694, -117.81250. Colinda con el Valle Indian Wells, y al oeste con Sierra Nevada.